# NGC 4063
NGC 4063 is een lensvormig sterrenstelsel in het sterrenbeeld Maagd. Het hemelobject werd op 2 januari 1878 ontdekt door de Amerikaanse astronoom David Peck Todd.

## Synoniemen
- UGC 7042
- MCG 0-31-26
- ZWG 13.55
- PGC 38154